# Polyrhachis esarata
Polyrhachis esarata é uma espécie de formiga do gênero Polyrhachis, pertencente à subfamília Formicinae.